# جایزه سینمایی ام‌تی‌وی بهترین نقش منفی
جایزه سینمایی ام‌تی‌وی بهترین نقش منفی (به انگلیسی: MTV Movie Award for Best Villain) یک مراسم اعطای جوایز سینمایی است که توسط ام‌تی‌وی از سال ۱۹۹۲ هرساله برگزار می‌گردد. این لیست زیر برای برندگان جایزه سینمایی ام تی وی و نامزدهای آن در بخش بهترین نقش منفی است. در سال ۲۰۱۲، این جایزه به نام Best On-Screen Dirt Bag نامگذاری شد، ولی در سال بعد این نام تغییر پیدا کرد. در این مراسم سالانه نامزدها را، تولیدکنندگان و مدیران اجرایی ام‌تی‌وی انتخاب می‌کنند، اما برندگان به صورت برخط توسط عموم مردم برگزیده می‌شوند.
دو نفر از برندگان این جایزه (دنزل واشینگتن و هیث لجر) نیز برنده جایزه اسکار شدند.

## برندگان و نامزدها

### دهه ۱۹۹۰

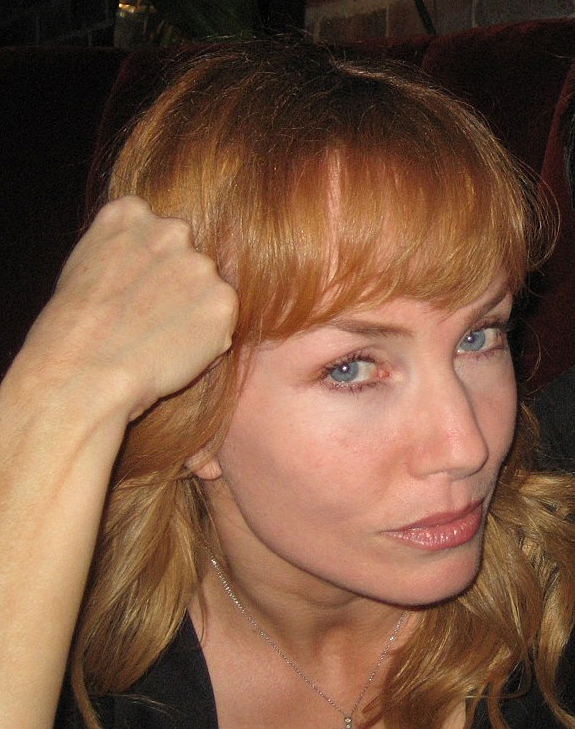
ربکا د مورنی به خاطر فیلم دست که گهواره را نشان می‌دهد، این جایزه را بدست آورد.

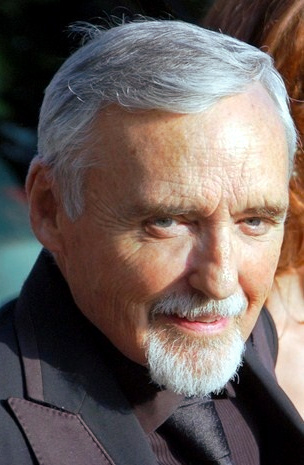
دنیس هاپر به خاطر فیلم سرعت، این جایزه را بدست آورد.

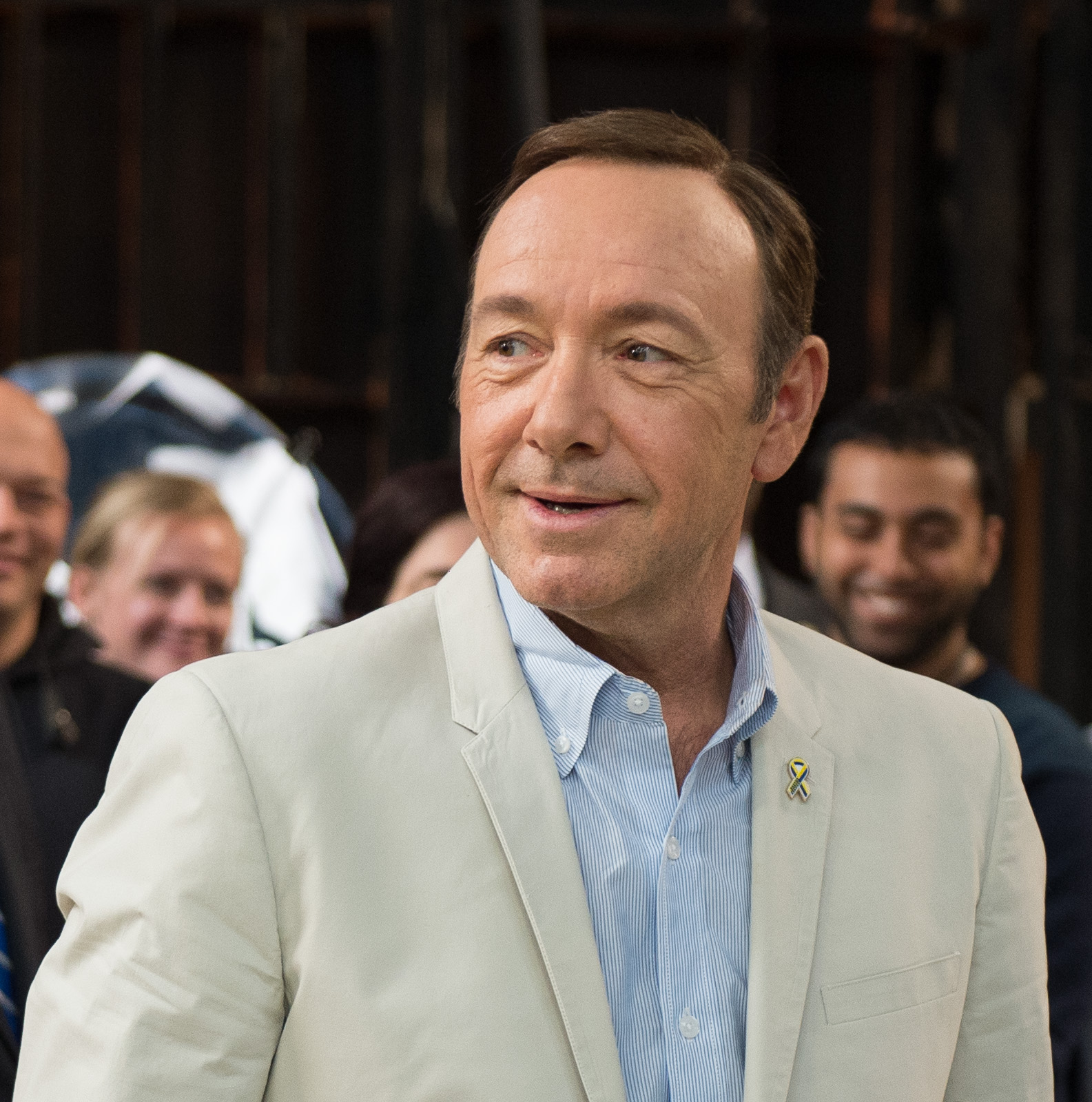
کوین اسپیسی به خاطر فیلم هفت، این جایزه را بدست آورد.

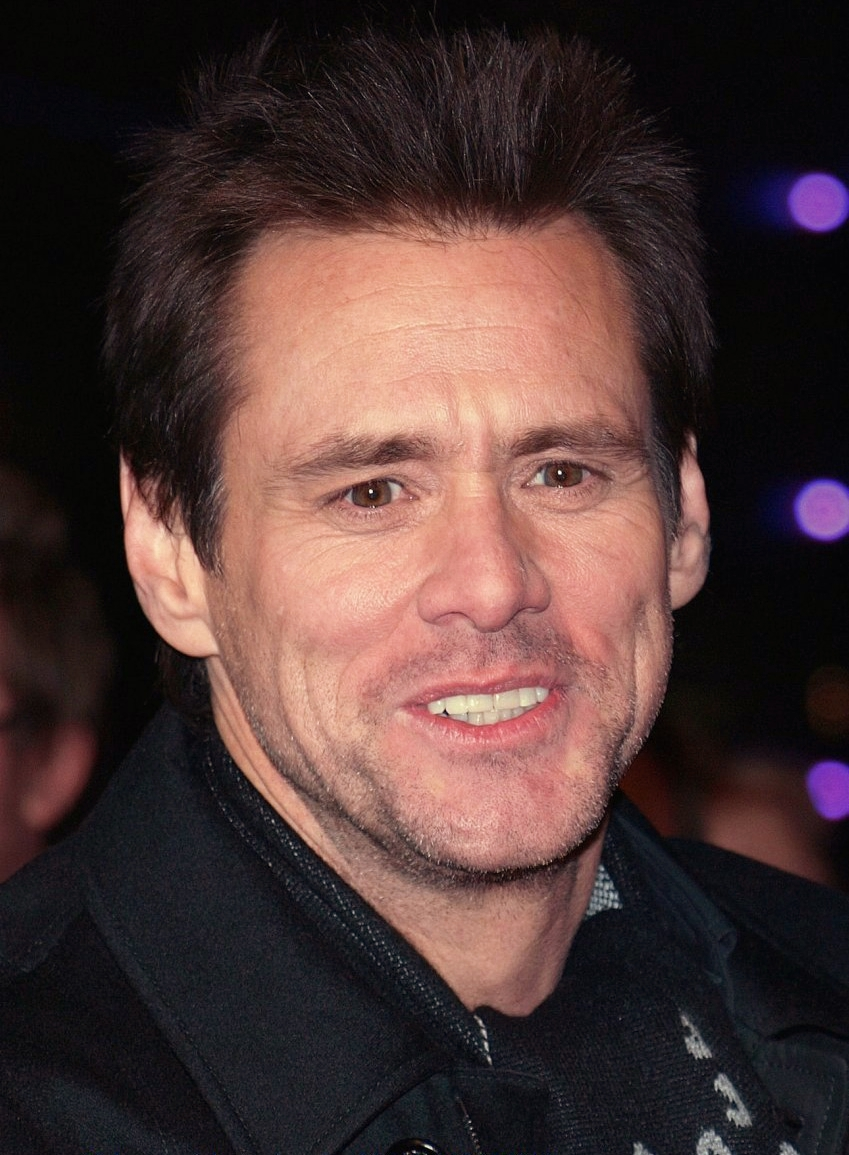
جیم کری به خاطر فیلم پسر کابلی و همچنین فیلم چگونه گرینچ کریسمس را دزدید این جایزه را بدست آورد.

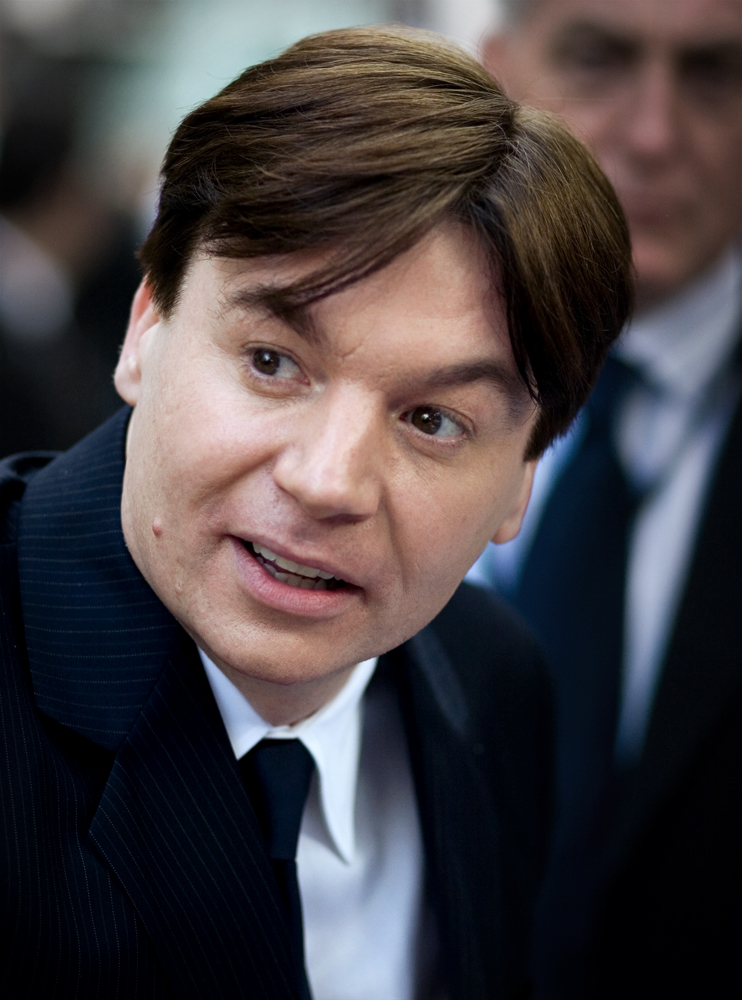
مایک مایرز به خاطر فیلم آستین پاورز: مرد بین‌المللی رمز و راز و همچنین فیلم آستین پاورز: جاسوسی که مرا تکان داد، این جایزه را بدست آورد.

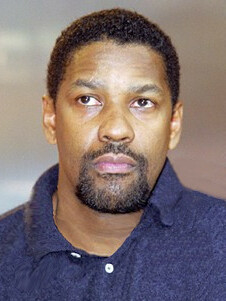
دنزل واشینگتن به خاطر فیلم روز تعلیم، این جایزه را بدست آورد.

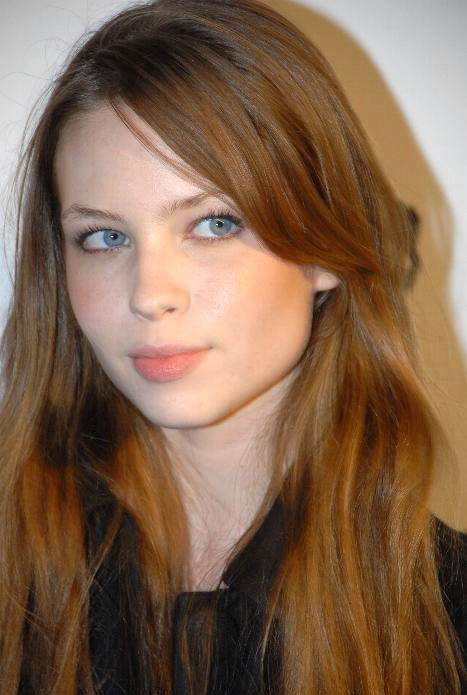
دیوی چیس به خاطر فیلم حلقه، این جایزه را بدست آورد.

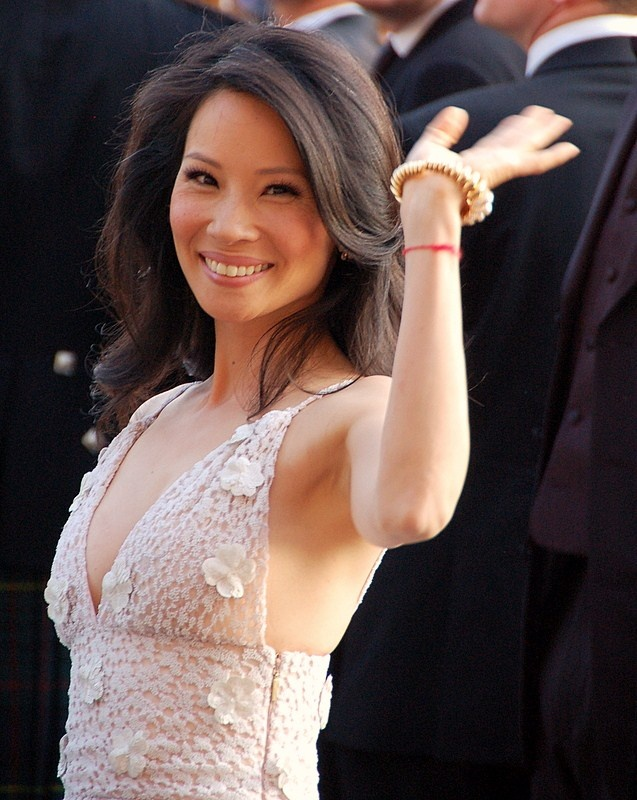
لوسی لیو به خاطر فیلم بیل را بکش ۱، این جایزه را بدست آورد.

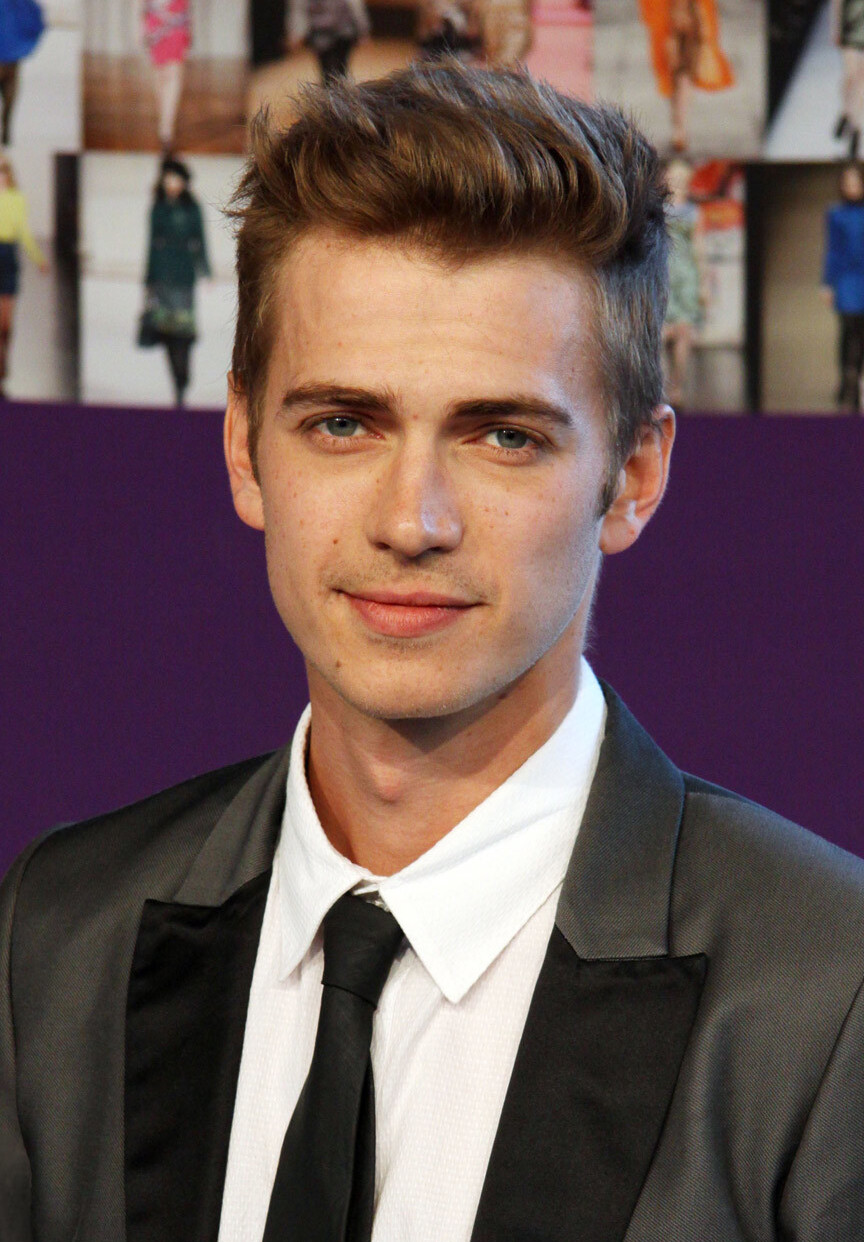
هایدن کریستنسن به خاطر فیلم جنگ ستارگان قسمت سوم: انتقام سیت، این جایزه را بدست آورد.

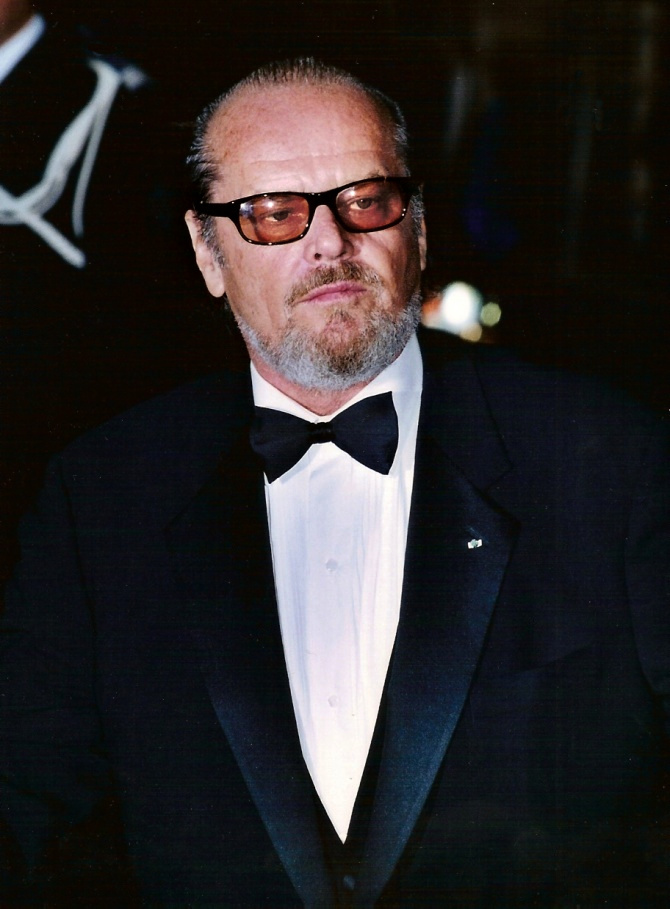
جک نیکلسون به خاطر فیلم رفتگان، این جایزه را بدست آورد.

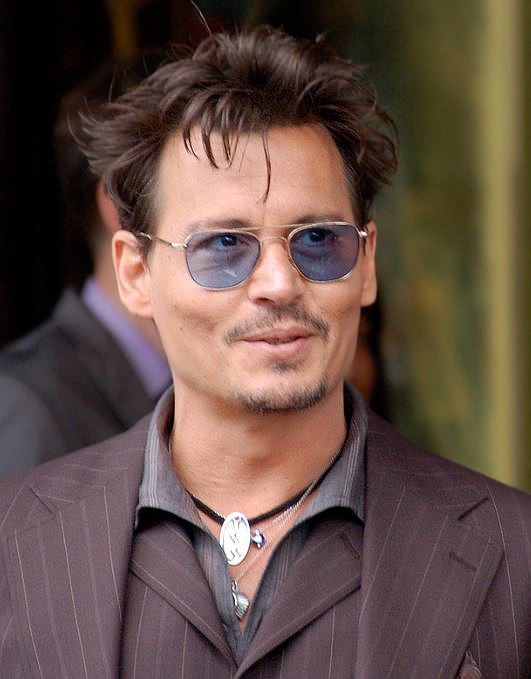
جانی دپ به خاطر فیلم آرایشگر شیطانی خیابان فلیت، این جایزه را بدست آورد.

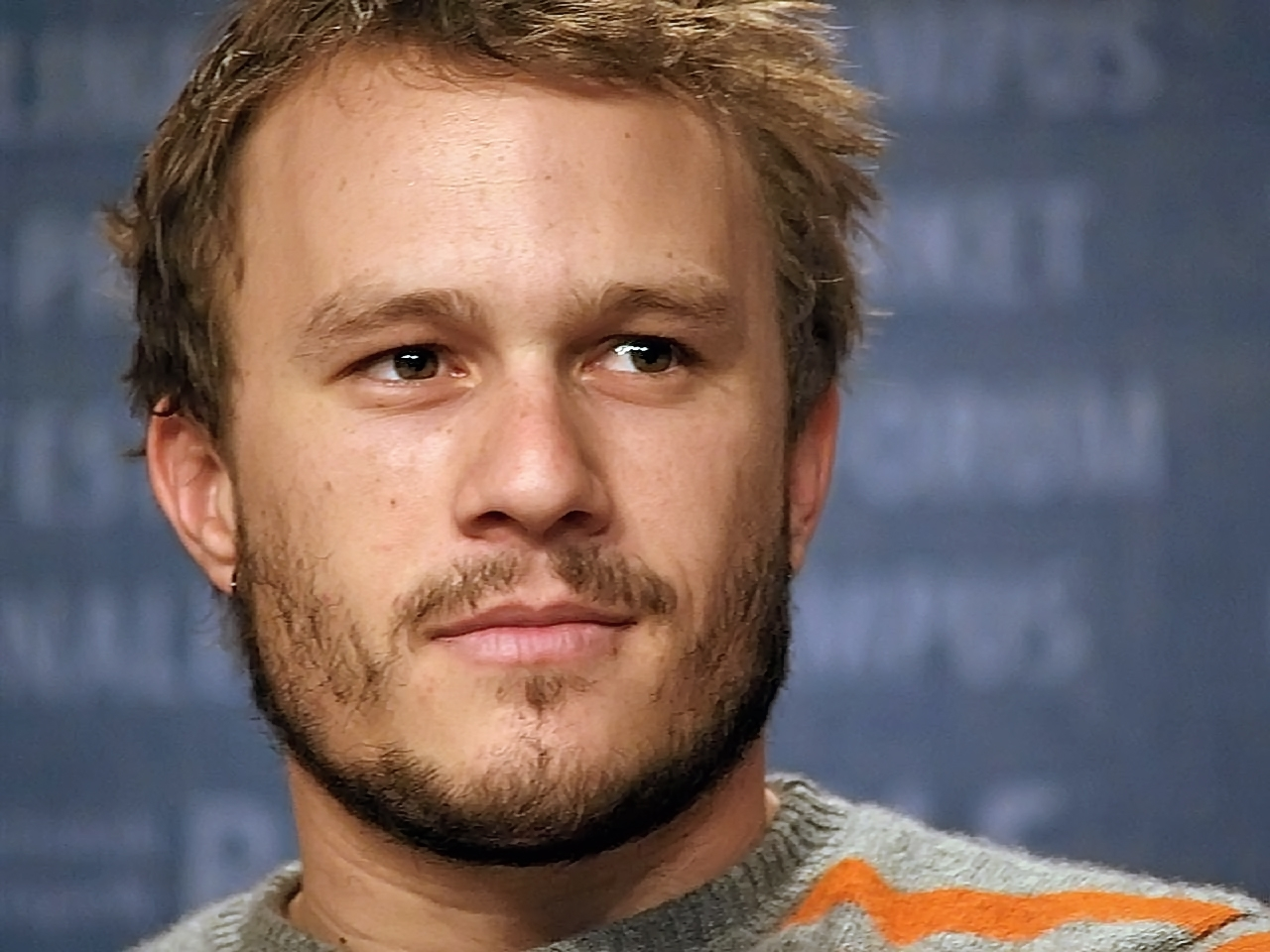
هیث لجر به خاطر فیلم شوالیه تاریکی، این جایزه را بدست آورد.

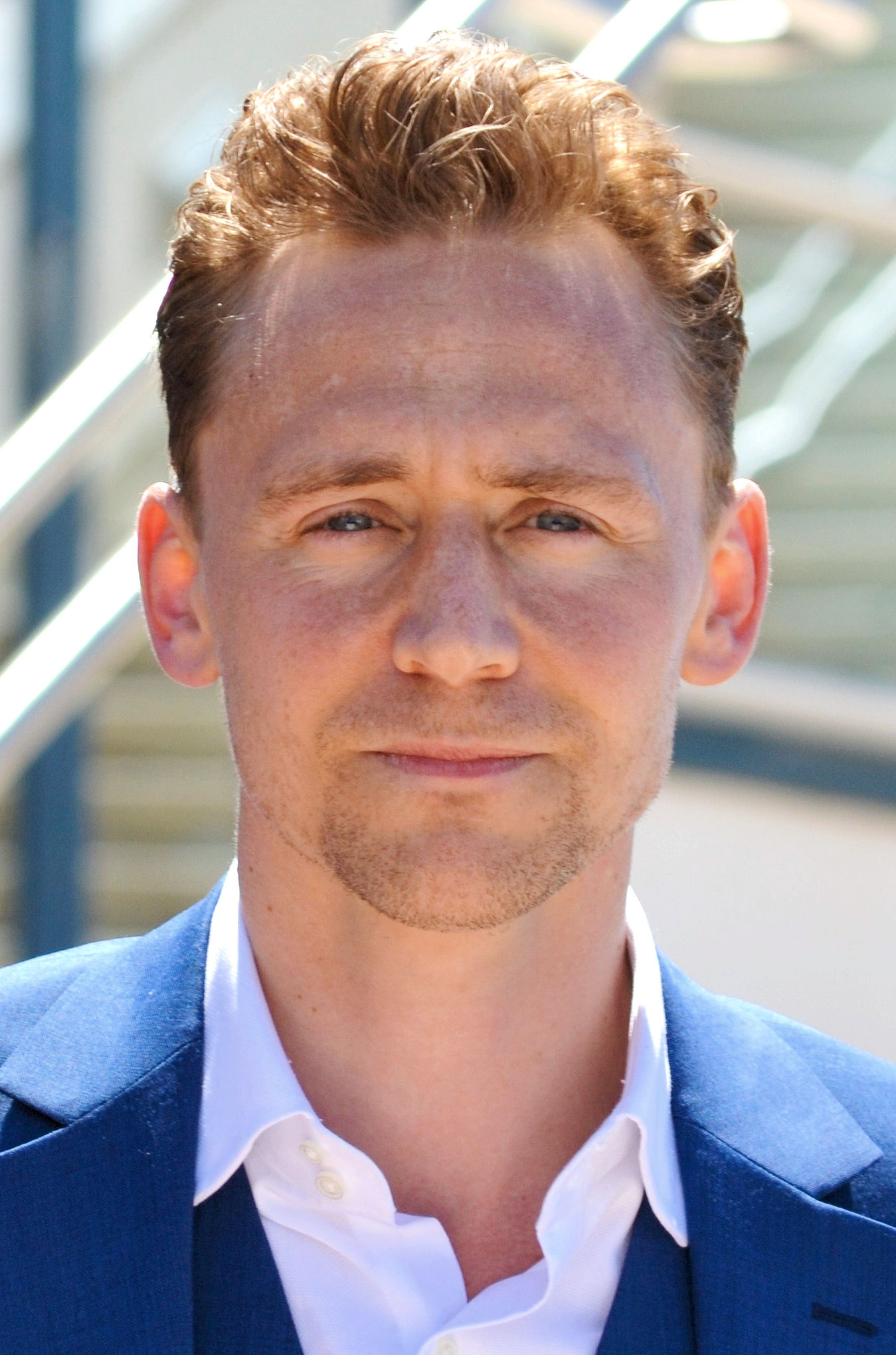
تام هیدلستون به خاطر فیلم انتقام‌جویان، این جایزه را بدست آورد.

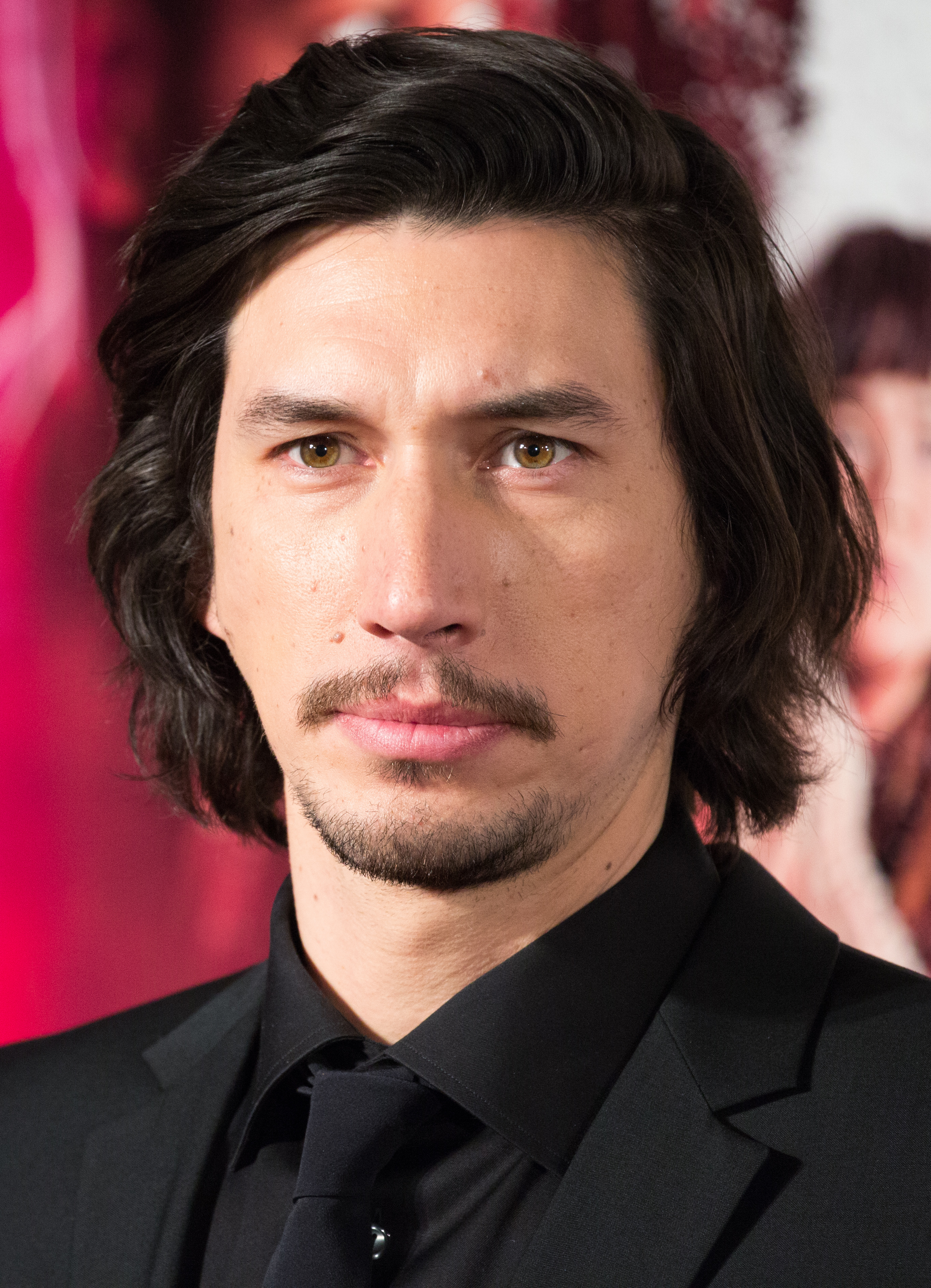
آدام درایور به خاطر فیلم جنگ ستارگان: نیرو برمی‌خیزد، این جایزه را بدست آورد.

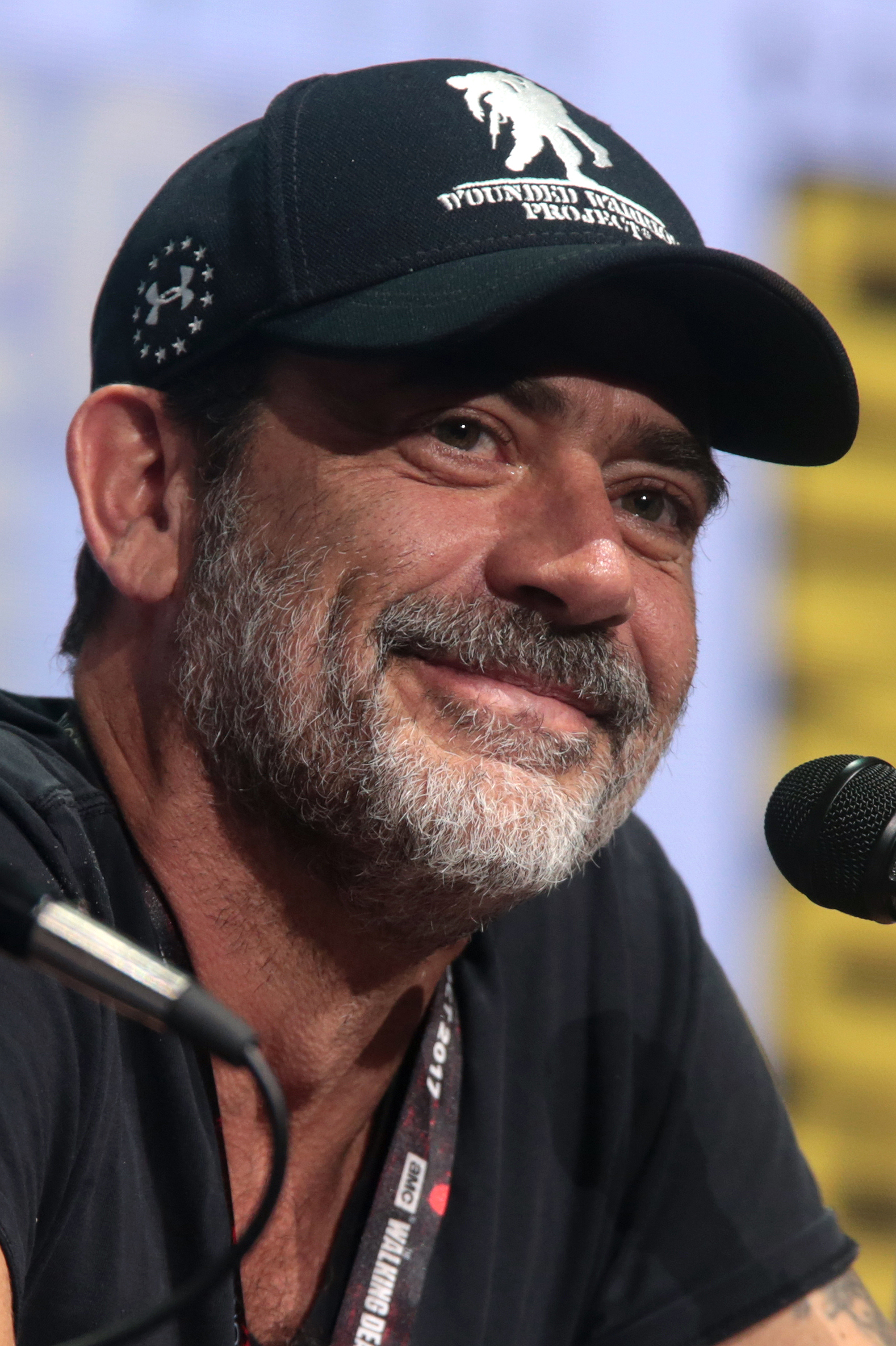
جفری دین مورگان به خاطر سریال مردگان متحرک، این جایزه را بدست آورد.

| سال        | بازیگر                 | فیلم                                 | نقش                    | منبع  |
| ---------- | ---------------------- | ------------------------------------ | ---------------------- | ----- |
| ۱۹۹۲       | ربکا د مورنی           | دست که گهواره را نشان می‌دهد          | خانم مات               | [ ۲ ] |
| ۱۹۹۲       | رابرت دنیرو            | تنگه وحشت                            | مکس کلی                | [ ۲ ] |
| ۱۹۹۲       | رابرت پاتریک           | نابودگر ۲: روز داوری                 | T-1000                 | [ ۲ ] |
| ۱۹۹۲       | آلن ریکمن              | رابین هود: شاهزاده دزدان             | کلاهبردار ناتینگهام    | [ ۲ ] |
| ۱۹۹۲       | وسلی اسنایپس           | جک سیتی جدید                         | نینو براون             | [ ۲ ] |
| ۱۹۹۳       | جنیفر جیسن لی          | زن تنها سفید                         | هادرا کارلسون          | [ ۳ ] |
| ۱۹۹۳       | دنی دویتو              | بازگشت بتمن                          | پنگوئن                 | [ ۳ ] |
| ۱۹۹۳       | ری لیوتا               | ورود غیرقانونی                       | افسر پیت دیویس         | [ ۳ ] |
| ۱۹۹۳       | جک نیکلسون             | چند مرد خوب                          | سرهنگ ناتان ریس جاسوپ  | [ ۳ ] |
| ۱۹۹۳       | شارون استون            | غریزه اصلی                           | کاترین ترامیل          | [ ۳ ] |
| ۱۹۹۴       | آلیسیا سیلورستون       | خرد کردن                             | آدریان فورستر          | [ ۴ ] |
| ۱۹۹۴       | مکالی کالکین           | پسر خوب                              | هنری اوانس             | [ ۴ ] |
| ۱۹۹۴       | جان مالکوویچ           | در خط آتش                            | میچ لیاری              | [ ۴ ] |
| ۱۹۹۴       | وسلی اسنایپس           | مرد خرابکار                          | سیمون فونیکس           | [ ۴ ] |
| ۱۹۹۴       | —                      | پارک ژوراسیک                         | تی رکس                 | [ ۴ ] |
| ۱۹۹۵       | دنیس هاپر              | سرعت                                 | هاوارد پین             | [ ۵ ] |
| ۱۹۹۵       | تام کروز               | مصاحبه با خون‌آشام                    | لستات د لیون کورت      | [ ۵ ] |
| ۱۹۹۵       | جرمی آیرونز            | شیرشاه                               | اسکار (صدا)            | [ ۵ ] |
| ۱۹۹۵       | تامی لی جونز           | دور ریختن                            | ریان گریتی             | [ ۵ ] |
| ۱۹۹۵       | دمی مور                | افشاگری                              | مردیت جانسون           | [ ۵ ] |
| ۱۹۹۶       | کوین اسپیسی            | هفت                                  | جان دو                 | [ ۶ ] |
| ۱۹۹۶       | جیم کری                | بتمن برای همیشه                      | ریدلر                  | [ ۶ ] |
| ۱۹۹۶       | تامی لی جونز           | بتمن برای همیشه                      | دوچهره                 | [ ۶ ] |
| ۱۹۹۶       | جو پشی                 | کازینو                               | نیکولاس "نیکی" سانتورو | [ ۶ ] |
| ۱۹۹۶       | جان تراولتا            | پیکان‌های شکسته                       | ویک "داک" داکنس        | [ ۶ ] |
| ۱۹۹۷       | جیم کری                | پسر کابلی                            | ارنی "چیپ" دوگلاس      | [ ۷ ] |
| ۱۹۹۷       | رابرت دنیرو            | فن                                   | گیل رنارد              | [ ۷ ] |
| ۱۹۹۷       | ادوارد نورتون          | ترس کهن                              | آرون ستامپلر           | [ ۷ ] |
| ۱۹۹۷       | کیفر ساترلند           | زمانی برای کشتن                      | فردی لی کوب            | [ ۷ ] |
| ۱۹۹۷       | مارک والبرگ            | ترس                                  | دیوید مک کول           | [ ۷ ] |
| ۱۹۹۸       | مایک مایرز             | آستین پاورز: مرد بین‌المللی رمز و راز | دکتر شیطان             | [ ۸ ] |
| ۱۹۹۸       | نیکلاس کیج جان تراولتا | تغییر چهره                           | کاستور تروی            | [ ۸ ] |
| ۱۹۹۸       | گری اولدمن             | ایر فورس وان                         | یور کورشناو            | [ ۸ ] |
| ۱۹۹۸       | آل پاچینو              | وکیل‌مدافع شیطان                      | جان میدون              | [ ۸ ] |
| ۱۹۹۸       | بیلی زین               | تایتانیک                             | کالدون "کال" هکلی      | [ ۸ ] |
| ۱۹۹۹ (tie) | مت دیلون               | یه چیزی راجع به مری هست              | پاتریک "پت" هیلی       | [ ۹ ] |
| ۱۹۹۹ (tie) | استیون درف             | تیغه                                 | دیانک                  | [ ۹ ] |
| ۱۹۹۹ (tie) | براد دوریف             | عروس چاکی                            | چاکی                   | [ ۹ ] |
| ۱۹۹۹ (tie) | جت لی                  | اسلحه مرگبار ۴                       | وای شینگ کو            | [ ۹ ] |
| ۱۹۹۹ (tie) | رز مک‌گوآن              | جوبراکر                              | کورتنی شین             | [ ۹ ] |

### دهه ۲۰۰۰
| سال  | بازیگر            | فیلم                                     | نقش                        | منبع   |
| ---- | ----------------- | ---------------------------------------- | -------------------------- | ------ |
| ۲۰۰۰ | مایک مایرز        | آستین پاورز: جاسوسی که مرا تکان داد      | دکتر شیطان                 | [ ۱۰ ] |
| ۲۰۰۰ | مت دیمون          | آقای ریپلی بااستعداد                     | تام ریپلی                  | [ ۱۰ ] |
| ۲۰۰۰ | سارا میشل گلر     | مقاصد بی‌رحمانه                           | کاترین مرتیول              | [ ۱۰ ] |
| ۲۰۰۰ | ری پارک           | جنگ ستارگان قسمت اول: تهدید شبح          | دارت ماول                  | [ ۱۰ ] |
| ۲۰۰۰ | کریستوفر واکن     | اسلیپی هالو                              | اسب سوار بدون سرنشین       | [ ۱۰ ] |
| ۲۰۰۱ | جیم کری           | چگونه گرینچ کریسمس را دزدید              | گرینچ                      | [ ۱۱ ] |
| ۲۰۰۱ | کوین بیکن         | مرد توخالی                               | سباستین کین                | [ ۱۱ ] |
| ۲۰۰۱ | وینسنت دن آفریو   | سلول                                     | کارل رودولف استگرگر        | [ ۱۱ ] |
| ۲۰۰۱ | آنتونی هاپکینز    | هانیبال                                  | هانیبال لکتر               | [ ۱۱ ] |
| ۲۰۰۱ | خواکین فینیکس     | گلادیاتور                                | کومودوس                    | [ ۱۱ ] |
| ۲۰۰۲ | دنزل واشینگتن     | روز تعلیم                                | کارآگاه آلونزو هریس        | [ ۱۲ ] |
| ۲۰۰۲ | آلیا              | ملکه نفرین شده                           | ملکه آکاشا                 | [ ۱۲ ] |
| ۲۰۰۲ | کریستوفر لی       | ارباب حلقه‌ها: یاران حلقه                 | سارومان                    | [ ۱۲ ] |
| ۲۰۰۲ | تیم راث           | سیاره میمون‌ها                            | جنرال تاد                  | [ ۱۲ ] |
| ۲۰۰۲ | جانگ زئی          | ساعت شلوغی ۲                             | هو لی                      | [ ۱۲ ] |
| ۲۰۰۳ | دیوی چیس          | حلقه                                     | سامرا مورگان               | [ ۱۳ ] |
| ۲۰۰۳ | ویلم دفو          | مرد عنکبوتی                              | نورمن اسبورن               | [ ۱۳ ] |
| ۲۰۰۳ | دانیل دی-لوئیس    | دارودسته‌های نیویورکی                     | ویلیام "بیل بوتچر" کوتینگ  | [ ۱۳ ] |
| ۲۰۰۳ | کالین فارل        | بی‌باک                                    | بولزآی                     | [ ۱۳ ] |
| ۲۰۰۳ | مایک مایرز        | آستین پاورز: در عضو طلایی                | دکتر شیطان                 | [ ۱۳ ] |
| ۲۰۰۴ | لوسی لیو          | بیل را بکش بخش ۱                         | او- رن لشی                 | [ ۱۴ ] |
| ۲۰۰۴ | اندرو براینیارسکی | کشتار با اره‌برقی در تگزاس                | صورت‌چرمی                   | [ ۱۴ ] |
| ۲۰۰۴ | دمی مور           | فرشتگان چارلی ۲                          | مدیسون لی                  | [ ۱۴ ] |
| ۲۰۰۴ | جفری راش          | دزدان دریایی کارائیب: نفرین مروارید سیاه | هکتور باربوسا              | [ ۱۴ ] |
| ۲۰۰۴ | کیفر ساترلند      | باجه تلفن                                | سخنگو                      | [ ۱۴ ] |
| ۲۰۰۵ | بن استیلر         | یک داستان زیرزمینی واقعی                 | وایت گودمن                 | [ ۱۵ ] |
| ۲۰۰۵ | جیم کری           | سرگذشت ناگوار، داستان‌های لمونی اسنیکت    | کنت الاف                   | [ ۱۵ ] |
| ۲۰۰۵ | تام کروز          | وثیقه                                    | وینکانت                    | [ ۱۵ ] |
| ۲۰۰۵ | ریچل مک‌آدامز      | دختران بدجنس                             | رگینا گئورگه               | [ ۱۵ ] |
| ۲۰۰۵ | آلفرد مولینا      | مرد عنکبوتی ۲                            | دکتر اختاپوس               | [ ۱۵ ] |
| ۲۰۰۶ | هایدن کریستنسن    | جنگ ستارگان قسمت سوم: انتقام سیت         | آناکین اسکای‌واکر/دارت ویدر | [ ۱۶ ] |
| ۲۰۰۶ | توبین بل          | اره ۲                                    | جیگ‌ساو                     | [ ۱۶ ] |
| ۲۰۰۶ | رالف فاینز        | هری پاتر و جام آتش                       | لرد ولدمورت                | [ ۱۶ ] |
| ۲۰۰۶ | کیلین مورفی       | بتمن آغاز می‌کند                          | مترسک                      | [ ۱۶ ] |
| ۲۰۰۶ | تیلدا سوئینتن     | سرگذشت نارنیا: شیر، کمد و جادوگر         | جادوگر سفید                | [ ۱۶ ] |
| ۲۰۰۷ | جک نیکلسون        | رفتگان                                   | فرانکیس "فرانک" کوستلو     | [ ۱۷ ] |
| ۲۰۰۷ | توبین بل          | اره ۳                                    | جیگ‌ساو                     | [ ۱۷ ] |
| ۲۰۰۷ | بیل نای           | دزدان دریایی کارائیب: صندوقچه مرد مرده   | دیوی جونز                  | [ ۱۷ ] |
| ۲۰۰۷ | رودریگو سانتورو   | ۳۰۰                                      | خشایارشا                   | [ ۱۷ ] |
| ۲۰۰۷ | مریل استریپ       | شیطان پرادا می‌پوشد                       | میراندا پریستلی            | [ ۱۷ ] |
| ۲۰۰۸ | جانی دپ           | سوئینی تاد: آرایشگر شیطانی خیابان فلیت   | سویینی تاد                 | [ ۱۸ ] |
| ۲۰۰۸ | خاویر باردم       | جایی برای پیرمردها نیست                  | آنتون چیگره                | [ ۱۸ ] |
| ۲۰۰۸ | توفر گریس         | مرد عنکبوتی                              | ونوم                       | [ ۱۸ ] |
| ۲۰۰۸ | آنجلینا جولی      | بئوولف                                   | مادر گراندل                | [ ۱۸ ] |
| ۲۰۰۸ | دنزل واشینگتن     | گانگستر آمریکایی                         | فرانک لوکاس                | [ ۱۸ ] |
| ۲۰۰۹ | هیث لجر           | شوالیه تاریکی                            | جوکر                       | [ ۱۹ ] |
| ۲۰۰۹ | لوک گاس           | پسر جهنمی ۲: ارتش طلایی                  | پرینکه نوادا سیلورلانکه    | [ ۱۹ ] |
| ۲۰۰۹ | دواین جانسون      | اسمارت را بگیر                           | آگنت ۲۳                    | [ ۱۹ ] |
| ۲۰۰۹ | درک میرس          | جمعه سیزدهم                              | جیسون ورهیز                | [ ۱۹ ] |
| ۲۰۰۹ | جاناتان شیچ       | شب پرام                                  | ریچارد فنتون               | [ ۱۹ ] |

### دهه ۲۰۱۰
| سال  | بازیگر             | فیلم                               | نقش                               | منبع   |
| ---- | ------------------ | ---------------------------------- | --------------------------------- | ------ |
| ۲۰۱۰ | تام فلتون          | هری پاتر و شاهزاده دورگه           | دراکو مالفوی                      | [ ۲۰ ] |
| ۲۰۱۰ | هلنا بونهام کارتر  | آلیس در سرزمین عجایب               | ملکه سرخ                          | [ ۲۰ ] |
| ۲۰۱۰ | کن جیونگ           | خماری                              | لسلی چوو                          | [ ۲۰ ] |
| ۲۰۱۰ | استیون لانگ        | آواتار                             | کلنل ملس کواریتچ                  | [ ۲۰ ] |
| ۲۰۱۰ | کریستف والتس       | حرامزاده‌های لعنتی                  | هانس لاندا                        | [ ۲۰ ] |
| ۲۰۱۱ | تام فلتون          | هری پاتر و یادگاران مرگ - قسمت اول | دراکو مالفوی                      | [ ۲۱ ] |
| ۲۰۱۱ | ند بیتی            | داستان اسباب‌بازی ۳                 | خرس پشمالو (صدا)                  | [ ۲۱ ] |
| ۲۰۱۱ | لیتون میستر        | هم‌اتاقی                            | ربکا ایوانز                       | [ ۲۱ ] |
| ۲۰۱۱ | میکی رورک          | مرد آهنی ۲                         | ایوان وانکو                       | [ ۲۱ ] |
| ۲۰۱۱ | کریستف والتس       | زنبور سبز                          | بنجامین چادنوفسکی                 | [ ۲۱ ] |
| ۲۰۱۲ | جنیفر آنیستون      | رئیس‌های وحشتناک                    | دکتر جولیا هریس                   | [ ۲۲ ] |
| ۲۰۱۲ | الیور کوپر         | پروژه ایکس                         | کاست                              | [ ۲۲ ] |
| ۲۰۱۲ | برایس دالاس هاوارد | خدمتکاران                          | هیلی هولبروک                      | [ ۲۲ ] |
| ۲۰۱۲ | کالین فارل         | رئیس‌های وحشتناک                    | بابی پلیت                         | [ ۲۲ ] |
| ۲۰۱۲ | جان هم             | ساقدوش‌ها                           | تد                                | [ ۲۲ ] |
| ۲۰۱۳ | تام هیدلستون       | انتقام‌جویان                        | لوکی                              | [ ۲۳ ] |
| ۲۰۱۳ | خاویر باردم        | اسکای‌فال                           | رائول سیلوا                       | [ ۲۳ ] |
| ۲۰۱۳ | ماریون کوتیار      | شوالیه تاریکی برمی‌خیزد             | تالیا الغول                       | [ ۲۳ ] |
| ۲۰۱۳ | لئوناردو دی‌کاپریو  | جنگوی زنجیرگسسته                   | کالوین جی کاندی                   | [ ۲۳ ] |
| ۲۰۱۳ | تام هاردی          | شوالیه تاریکی برمی‌خیزد             | بین                               | [ ۲۳ ] |
| ۲۰۱۴ | میلا کونیس         | از بزرگ و قدرتمند                  | جادوگر خبیث غرب                   | [ ۲۴ ] |
| ۲۰۱۴ | برخد عبدی          | کاپیتان فیلیپس                     | عبدولی مسع                        | [ ۲۴ ] |
| ۲۰۱۴ | بندیکت کامبربچ     | پیشتازان فضا به‌سوی تاریکی          | جان هریسون / خان نونین سینگ       | [ ۲۴ ] |
| ۲۰۱۴ | مایکل فاسبندر      | ۱۲ سال بردگی                       | ادوین اپس                         | [ ۲۴ ] |
| ۲۰۱۴ | دونالد ساترلند     | عطش مبارزه: اشتعال                 | رئیس جمهور کوریولانوس برف         | [ ۲۴ ] |
| ۲۰۱۵ | مریل استریپ        | به‌سوی جنگل                         | ساحره                             | [ ۲۵ ] |
| ۲۰۱۵ | جیلیان بل          | خیابان جامپ شماره ۲۲               | مرسدس بنز                         | [ ۲۵ ] |
| ۲۰۱۵ | پیتر دینکلیج       | مردان ایکس: روزهای گذشته آینده     | بولیوار ترسک                      | [ ۲۵ ] |
| ۲۰۱۵ | رزمند پایک         | دختر گم‌شده                         | امی الیوت دون                     | [ ۲۵ ] |
| ۲۰۱۵ | جی. کی. سیمونز     | ویپلش                              | ترنس فلچر                         | [ ۲۵ ] |
| ۲۰۱۶ | آدام درایور        | جنگ ستارگان: نیرو برمی‌خیزد         | کایلو رن                          | [ ۲۶ ] |
| ۲۰۱۶ | تام هاردی          | بازگشته                            | جان فیتزجرالد                     | [ ۲۶ ] |
| ۲۰۱۶ | ساموئل ال. جکسون   | کینگزمن: سرویس مخفی                | ریچموند ولنتاین                   | [ ۲۶ ] |
| ۲۰۱۶ | هیو کیز-برن        | مکس دیوانه: جاده خشم               | جاوید جو                          | [ ۲۶ ] |
| ۲۰۱۶ | اد اسکرین          | ددپول                              | فرانسیس فریمن / آژاکس             | [ ۲۶ ] |
| ۲۰۱۶ | جیمز اسپیدر        | انتقام‌جویان: عصر اولتران           | اولتران                           | [ ۲۶ ] |
| ۲۰۱۷ | جفری دین مورگان    | مردگان متحرک                       | نگان                              | [ ۲۷ ] |
| ۲۰۱۷ | وس بنتلی           | داستان ترسناک آمریکایی: رونوک      | آمبروز سفید                       | [ ۲۷ ] |
| ۲۰۱۷ | —                  | چیزهای عجیب                        | دیموگورگن                         | [ ۲۷ ] |
| ۲۰۱۷ | جرد لتو            | جوخه انتحار                        | جوکر                              | [ ۲۷ ] |
| ۲۰۱۷ | الیسون ویلیامز     | برو بیرون                          | رز ارمیتاژ                        | [ ۲۷ ] |
| ۲۰۱۸ | مایکل بی.جردن      | پلنگ سیاه                          | انجادئاکا/اریک "کیلمونگر" استیونز | [ ۲۸ ] |
| ۲۰۱۸ | جاش برولین         | انتقام‌جویان: جنگ ابدیت             | تانوس                             | [ ۲۸ ] |
| ۲۰۱۸ | آدام درایور        | جنگ ستارگان: آخرین جدای            | کایلو رن                          | [ ۲۸ ] |
| ۲۰۱۸ | آبری پلازا         | لژیون                              | لنی بوسکر                         | [ ۲۸ ] |
| ۲۰۱۸ | بیل اسکارشگورد     | آن                                 | پنی وایز                          | [ ۲۸ ] |
| ۲۰۱۹ | جاش برولین         | انتقام‌جویان: پایان بازی            | تانوس                             |        |
| ۲۰۱۹ | پن بدجلی           | شما                                | جو گلدبرگ                         |        |
| ۲۰۱۹ | جودی کومر          | کشتن ایو                           | ویلاینل/اوکسانا آستانکووا         |        |
| ۲۰۱۹ | جوزف فاینز         | سرگذشت ندیمه                       | کوماندر فرد واترفورد              |        |
| ۲۰۱۹ | لوپیتا نیونگو      | ما                                 | آدلید ویلسون                      |        |

|}